# Todd Field
Pour les articles homonymes, voir Todd et Field.
Todd Field est un acteur et réalisateur américain, né le 24 février 1964 à Pomona (Californie).
Il se fait connaître grâce à sa réalisation de In the Bedroom (2001), Little Children (2006) et Tár (2022).

## Biographie

### Enfance et formation
Todd Field a été batboy dans le club de baseball des Mavericks de Portland.

### Carrière
En 1987, Todd Field apparaît en tant que crooner dans le film dramatique Radio Days de Woody Allen.
En 1996, il est aux côtés de Helen Hunt, Bill Paxton et Philip Seymour Hoffman dans le film catastrophe Twister de Jan de Bont, dans le rôle de Tim « Beltzer » Lewis, opérateur du radar Doppler. Il retrouvera ce réalisateur, en 1999, pour le film fantastique Hantise (The Haunting).
En 1999, il joue Nick Nightingale, vieil ami de fac devenu pianiste professionnel de Bill Harford, interprété par Tom Cruise, dans le film Eyes Wide Shut de Stanley Kubrick.
En avril 2021, on annonce qu'il est scénariste, producteur et réalisateur de son troisième long métrage biographique Tár, avec Cate Blanchett dans le rôle-titre,. Dans un communiqué accompagnant l'extrait du film en août 2022, Todd Field raconte qu'il avait écrit le scénario spécialement pour Cate Blanchett, et que si jamais elle avait refusé, « le film n'aurait jamais vu le jour ». L'actrice obtient la coupe Volpi de la meilleure interprétation féminine à la Mostra de Venise, le 1er septembre 2022, où le film était présenté en avant-première.

## Filmographie

### Comme acteur

#### Longs métrages
- 1987 : Radio Days de Woody Allen : le crooner
- 1987 : The Allnighter de Tamar Simon Hoffs : Bellhop
- 1989 : Eye of the Eagle 2: Inside the Enemy de Carl Franklin : Anthony Glenn
- 1989 : Les Maîtres de l'ombre (Fat Man and Little Boy) de Roland Joffé : Robert Wilson
- 1989 : Gross Anatomy de Thom Eberhardt : David Schreiner
- 1989 : Back to Back de John Kincade : Todd Brand
- 1990 : Full Fathom Five de Carl Franklin : Johnson
- 1990 : The End of Innocence de Dyan Cannon : Richard
- 1991 : Bienvenue au club (Queens Logic) de Steve Rash : Cecil
- 1993 : Ruby in Paradise de Victor Nuñez : Mike McCaslin
- 1994 : Sleep with Me de Rory Kelly : Duane
- 1994 : Frank & Jesse de Robert Boris : Bob Younger
- 1996 : Mariage ou Célibat (Walking and Talking) de Nicole Holofcener : Frank
- 1996 : Twister de Jan de Bont : Tim « Beltzer » Lewis
- 1997 : Farmer & Chase de Michael Seitzman : Chase
- 1998 : Dérapages (Broken Vessels) de Scott Ziehl : Jimmy
- 1999 : Eyes Wide Shut de Stanley Kubrick : Nick Nightingale
- 1999 : Hantise (The Haunting) de Jan de Bont : Todd Hackett
- 2000 : Stranger Than Fiction d'Eric Bross : Austin Walker / Donovan Miller
- 2001 : Net Worth de Kenny Griswold : Thad Davis
- 2001 : New Port South de Kyle Cooper : M. Walsh
- 2001 : Braquage au féminin (Beyonds the City Limits) de Gigi Gaston : Jack Toretti
- 2005 : The Second Front de Dmitriy Fiks : Nicolas Raus

#### Courts métrages
- 1993 : The Dog de lui-même et Alex Vlacos : le chien
- 1993 : When I Was a Boy de lui-même et Matthew Modine : le mystère

#### Téléfilms
- 1987 : Student Exchange de Mollie Miller : Neil Barton / Adriano Parbritzzi
- 1991 : Lookwell de E. W. Swackhamer : Jason
- 1994 : Un coupable idéal (Jonathan Stone: Threat of Innocence) de Michael Switzer : Yates

#### Séries télévisées
- 1986 : Lance et compte : Andres Johansson (5 épisodes)
- 1987 : Take Five : Kevin Davis (6 épisodes)
- 1993 : Danger Theatre : Ray « Rake » Monroe (saison 1, épisode 7 : Searcher in the Mist / Sex, Lies & Decaf)
- 1999-2001 : Deuxième chance (Once and Again) (29 épisodes)

### Comme réalisateur

#### Longs métrages
- 2001 : In the Bedroom
- 2006 : Little Children
- 2022 : Tár

#### Courts métrages
- 1992 : Too Romantic
- 1993 : The Dog (coréalisé avec Alex Vlacos)
- 1993 : When I Was a Boy (coréalisé avec Matthew Modine)
- 1993 : The Tree (réalisé sous le nom de William Field)
- 1993 : Delivering (réalisé sous le nom de William Field)
- 1995 : Nonnie & Alex

#### Séries télévisées
- 1999 : Deuxième chance (Once and Again) (saison 1, épisode 9 : Outside Hearts)
- 2005 : La Caravane de l'étrange (Carnivàle) (saison 2, épisode 10 : Cheyenne, WY)

### Comme producteur

#### Longs métrages
- 1998 : Dérapages (Broken Vessels) de Scott Ziehl (coproducteur)
- 2001 : In the Bedroom de lui-même
- 2006 : Open Window de Mia Goldman (producteur délégué)
- 2006 : Little Children de lui-même
- 2022 : Tár de lui-même

### Comme scénariste

#### Longs métrages
- 2001 : In the Bedroom de lui-même
- 2006 : Little Children de lui-même
- 2022 : Tár de lui-même

#### Courts métrages
- 1992 : Too Romantic de lui-même
- 1993 : The Tree de lui-même (sous le nom de William Field)
- 1993 : Delivering de lui-même (sous le nom de William Field)

### Comme compositeur

#### Long métrage
- 1998 : Dérapages (Broken Vessels) de Scott Ziehl

#### Court métrage
- 1993 : The Dog de lui-même et Alex Vlacos

## Distinctions

### Récompenses
- Film Independent's Spirit Awards 2001 : meilleur film In the Bedroom[7]
- National Board of Review Awards 2001 pour In the Bedroom[8] :
  - Meilleur scénariste
  - Meilleur réalisateur
- New York Film Critics Circle Awards 1995 : mention honorable pour Nonnie & Alex[9]

### Nominations
- Film Independent's Spirit Awards 1993 : meilleur acteur dans un second rôle dans Ruby in Paradise
- Golden Globes 2002 : Meilleur film dramatique pour In the Bedroom
- Oscars 2002 : Meilleur film et Meilleur scénario adapté pour In the Bedroom
- Golden Globes 2023 : Meilleur film dramatique et Meilleur scénario pour Tár
- Oscars 2023 : Meilleur film, Meilleure réalisation, Meilleur scénario original pour Tár